# الین، ریو نگرو
الین، ریو نگرو (به اسپانیایی: Allen, Río Negro) یک شهر در آرژانتین است که در خنرال روکا واقع شده‌است.

## خصوصیات
الین ۲۶٬۰۸۳ نفر جمعیت دارد و ۲۵۶ متر بالاتر از سطح دریا واقع شده‌است.